# Max Syring
Max Syring (Alemania, 20 de agosto de 1908-14 de abril de 1983) fue un atleta alemán especializado en la prueba de 10000 m, en la que consiguió ser medallista de bronce europeo en 1938.

## Carrera deportiva
En el Campeonato Europeo de Atletismo de 1938 ganó la medalla de bronce en los 10000 metros, llegando a meta en un tiempo de 30:57.8 segundos, tras el finlandés Ilmari Salminen  (oro con 30:52.0 segundos que fue récord de los campeonatos) y el italiano Giuseppe Beviacqua  (plata).